# محوطه امامزاده شاهچراغ
محوطه امامزاده شاهچراغ مربوط به دوره تیموریان است و در شهرستان شمیرانات، بخش رودبار قصران، روستای گرمابدر واقع شده و این اثر در تاریخ ۱ مهر ۱۳۸۲ با شمارهٔ ثبت ۱۰۳۹۸ به‌عنوان یکی از آثار ملی ایران به ثبت رسیده است.